# エリベルト・ラスカーノ
エリベルト・ラスカーノ・ラスカーノ（スペイン語: Heriberto Lazcano Lazcano、別名: Z-3、1974年12月25日 - 2012年10月7日）は、メキシコの麻薬カルテル「ロス・セタス」の最高幹部。アルトゥーロ・グスマン・デセナに雇い入れられた元同僚の一人である。
セタスを常軌を逸した残虐集団に変容させた張本人で、"El Verdugo"(処刑人、死刑執行人という意味)という通り名で恐れられていた。

## 人物
イダルゴ州アパンの農村で育ち、17歳で陸軍に入隊した。その後、メキシコ軍特殊部隊に配属され、上官だったデセナとともにアメリカやイスラエルでの訓練やゲリラとの戦闘を経験した経歴を持つ。自らがセタスのリーダーとなってからはメキシコの軍人や警察、路上の犯罪者だけでなく、グアテマラの残虐さで知られる特殊部隊(カイビレス)出身者を雇って組織を拡大させ、最大時には10,000人もの勢力を築き上げていた。
競馬と金髪女性を好んでいたとされるが、私生活については謎が多い。野心的かつ冷酷な性格で、対立相手を捕らえると、生きたまま頭部を切り落とす、食べ物を与えず飢えさせる、野生動物のエサにするなどして楽しんでいたとされる。また、失態を犯した部下には「ラ・パレータ」(パレット、メキシコのアイスキャンディーの商品名)といって、2×4の角材で数日間かけて撲殺する方法を用いていた。
一説には少なくとも100人以上の敵対者を殺害したと言われており、メキシコ政府は260万ドル、アメリカ政府は500万ドルの賞金を懸けていた。

## 死亡
2012年10月7日に発生したメキシコ海軍との銃撃戦で死亡した。この銃撃戦で彼の部下1人も死亡し、また、彼らを狙った海兵隊員1人も手榴弾の爆発で怪我を負った。
メキシコ当局は同年10月10日、同氏の遺体が葬儀場に押し入ってきた武装集団によって奪われたことを明らかにした。

## 関連
- メキシコ麻薬戦争

## リンク
- Mexico Kills a Drug Kingpin, but the Body Gets Away (archive) – New York Times